# Avenida Directorio
La Avenida Directorio es una importante arteria vial del sur de la Ciudad de Buenos Aires, Argentina.

## Características
Corre en dirección este - oeste. Bajo una pequeña parte de su extensión, corre parte de la línea E de la red de subterráneos de Buenos Aires.

## Recorrido
Nace en el límite entre los barrios de Caballito, Boedo y Parque Chacabuco, siendo la continuación de Avenida San Juan luego de que esta cruce Avenida La Plata.
Sigue su recorrido hacia el oeste, atravesando los barrios de Flores, Floresta, Parque Avellaneda y Mataderos, siendo paralela de las avenidas Rivadavia, Juan Bautista Alberdi y Eva Perón.
Finaliza en la Avenida General Paz.
La avenida tiene una sola mano de circulación en mayor parte de su recorrido, entre Avenida La Plata y Avenida Bruix es de mano única hacia el este, luego entre Avenida Bruix y Avenida Lisandro de la Torre es de doble mano y entre Avenida Lisandro de la Torre hasta su fin en la Avenida General Paz es de mano única hacia el suroeste. Originalmente, el tramo entre General Paz y 
Avenida Lisandro de la Torre era parte de la calle Chascomús, pero en la década de 1980 cuando se abrió la avenida Directorio entre Avenida Lisandro de la Torre y Murguiondo, ese tramo obtuvo el nombre de avenida Directorio.
- Datos: Q790461
- Multimedia: Avenida Directorio, Buenos Aires / Q790461